# Orgyarbela kerri
Orgyarbela kerri is een vlinder uit de familie van de Metarbelidae. De wetenschappelijke naam van de soort is voor het eerst gepubliceerd in 2020 door Roman Yakovlev en Vadim Zolotuhin.
De lengte van de voorvleugel bedraagt bij het mannetje 10 millimeter.
De soort komt voor in Noord-Laos.